# Boris Skossyreff

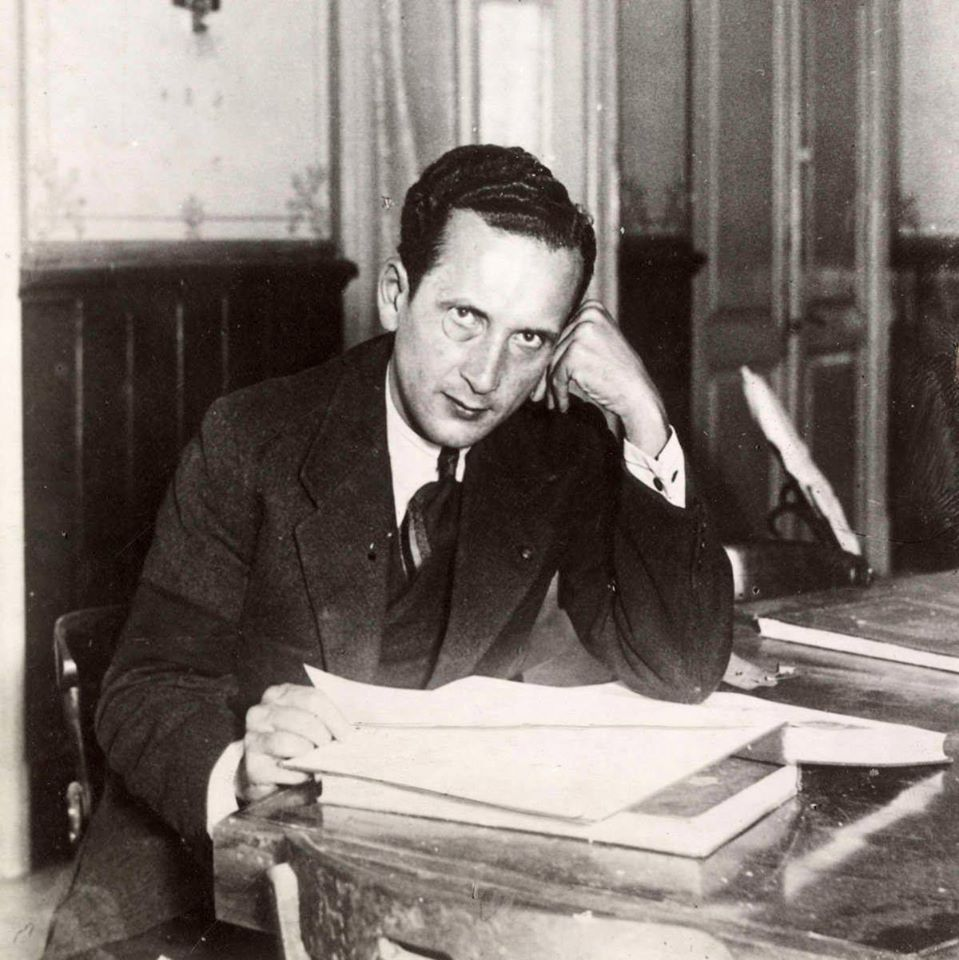
Boris Skossyreff in 1933

Boris Michailovitsj Skossyreff (Russisch: Борис Михайлович Скосырев) (Vilnius, 12 januari 1896 - Boppard, 27 februari 1989) was een Russische emigrant en charlatan die zich ooit uitriep tot Boris I, vorst van Andorra en de oorlog had verklaard aan Justí Guitart i Vilardebò, toenmalig bisschop van Urgell, in zijn hoedanigheid van een van de twee staatshoofden van Andorra (de ander is het regerende staatshoofd van Frankrijk).
Skossyreff, van adellijke Russische afkomst, diende in een regiment van het Britse leger, toegevoegd aan het Russische. Hij ontvluchtte de Russische Revolutie van 1917 en als stateloos burger kwam hij na omzwervingen in het Verenigd Koninkrijk terecht. In Londen werd hij in 1919 gearresteerd voor het uitgeven van valse cheques. Hij wist te ontsnappen. In 1924 gelukte het hem via het Nederlands consulaat in Dijon een Nederlands paspoort te krijgen, dat echter na drie jaar ingetrokken werd. Uiteindelijk kwam hij in 1933 in Andorra terecht waar hij het staatsburgerschap aanvroeg. Hij ontwierp er een nieuwe grondwet en bouwde verschillende kantoren. Hij kreeg echter problemen en werd verbannen.
Na terugkeer riep hij zichzelf op 12 juli 1934 uit tot vorst Boris I van Andorra en tot regent namens de koning van Frankrijk (daarmee bedoelde hij de troonpretendent van het huis Bourbon, de erfopvolger en heerser over het graafschap Foix en aldus covorst over Andorra). Ook verklaarde hij de oorlog aan de andere regerende coprins, de bisschop Vilardebò van Urgell. Hij werd echter door de Spaanse Guardia Civil gearresteerd en in Barcelona en later in Madrid opgesloten.
In 1935 werd hij door Spaanse republikeinen vrijgelaten die dachten dat Skossyreff een jood was die vanwege zijn geloof vast zat. Een misvatting waar Skossyreff aardig gebruik van maakte. Hij maakte veel vrienden onder de Spaanse republikeinen, hoewel hij tegelijk de Spaanse nationalisten steunde. Na de overwinning van de Spaanse Burgeroorlog door de nationalisten, gaf Skossyreff zich uit als vorst Boris I van Andorra en graaf van Oranje. De Spaanse autoriteiten onder Franco dachten dat hij een Nederlands edelman was totdat bleek dat Skossyreff zich valselijk  als zodanig uitgaf. Skossyreff bleef zijn hele leven een trouw monarchistisch aanhanger van de als rechtmatig geziene Franse troonpretendenten van het huis Bourbon, hoewel in Frankrijk deze dynastie en de vertakkingen ervan sinds 1848 geen gewettigde troonrechten meer kan doen gelden.
In 1936 vertrok Skossyreff naar Portugal, en in 1939 naar Frankrijk, waar hij als ongewenst en stateloos vluchteling geïnterneerd werd. Naderhand dook hij op in de Bondsrepubliek Duitsland, alwaar hij met zijn Franse echtgenote tot zijn dood in 1989 een teruggetrokken bestaan leidde.
Sommige Russische websites beweren dat Skossyreff tot 1941 over Andorra regeerde als vorst Boris I, tot hij door Philippe Pétain, president van Vichy-Frankrijk verdreven werd. Daar is niets van waar.